# Chained (At Vance)
Chained è il sesto album in studio della band power metal tedesca At Vance.

## Tracce

### Edizione standard
Testi e musiche di Olaf Lenk eccetto quando diversamente indicato.
1. Rise from the Fall – 4:06
2. Heaven – 4:44
3. Tell Me – 3:37
4. Chained – 5:18
5. Now or Never – 3:24
6. Two Hearts – 4:06
7. Invention #13 (strumentale) – 1:17 (musica: Johann Sebastian Bach)
8. Run/Leave – 4:20
9. Live for the Sacred – 5:06
10. Vivaldi Winter (strumentale) – 3:44 (musica: Antonio Vivaldi)
11. Run for Your Life – 3:13

### Tracce bonus
1. Who's Fooling Who (compare con numero di traccia 6) – 5:22
2. Flight of the Bumblebee (strumentale) – 1:23 (musica: Nikolai Rimsky-Korsakov)

### Tracce bonus edizione giapponese
1. Flight of the Bumblebee (strumentale) – 1:23 (musica: Nikolai Rimsky-Korsakov)
2. Wannabe – 3:19

## Formazione

### Gruppo
- Mats Levén – voce
- Olaf Lenk – chitarra, tastiere, voce
- John A.B.C. Smith – basso
- Mark Cross – batteria

### Ospiti
- Oliver Hartmann – voce

### Produzione
- Olaf Lenk – produzione, missaggio
- Achim Köhler – missaggio
- Nils Wasko - produzione esecutiva
- Mika Jussila – mastering presso Finnvox Studios
- Luis Royo – copertina
- Thomas Ewerhard – design
- Dirk Schelpmeier – fotografia